# 45-ös busz (Veszprém)
A veszprémi 45-ös jelzésű éjszakai autóbusz Kádártai úti forduló és Tüzér utcai forduló közlekedett, az 5-ös jelzésű busz éjszakai párjaként. Az autóbuszok a vonalon igény esetén közlekedtek. A vonalat a V-Busz Veszprémi Közlekedési Kft. üzemeltette.

## Története
Az autóbuszvonalat 2018. december 31-én, szilveszterkor indította el Veszprém új közlekedési társasága, a V-Busz, amivel a városban is megindult az éjszakai és igényvezérelt közösségi közlekedés.
2019. december 15-étől nem közlekedik.

## Útvonala
| Tüzér utcai forduló felé | Kádártai úti forduló felé |
| --- | --- |
| Kádártai úti forduló vá. – Kádártai út – Hold utca – Cholnoky Jenő utca – Vilonyai utca – Lóczy Lajos utca – Simon István utca – Cholnoky Jenő utca – Ady Endre utca – Diófa utca – Budapest út – Mindszenty József utca – Brusznyai Árpád utca – Megyeház tér – Óvári Ferenc utca – Dózsa György utca – Szent István völgyhíd – Völgyhíd tér – Pápai út – Tizenháromváros tér – Táncsics Mihály utca – Szent István utca – Dózsa György tér – Csalogány utca – Tüzér utca – Tüzér utcai forduló vá. | Tüzér utcai forduló vá. – Tüzér utca – Csalogány utca – Dózsa György tér – Szent István utca – Táncsics Mihály utca – Tizenháromváros tér – Pápai út – Völgyhíd tér – Szent István völgyhíd – Óvári Ferenc utca – Megyeház tér – Brusznyai Árpád utca – Mindszenty József utca – Almádi út – Ady Endre utca – Cholnoky Jenő utca – Simon István utca – Lóczy Lajos utca – Vilonyai utca – Cholnoky Jenő utca – Kádártai út – Hold utca – Kádártai úti forduló vá. |

## Megállóhelyei
Az átszállási kapcsolatok között az azonos útvonalon közlekedő 5-ös busz nincsen feltüntetve.
| 0  | Kádártai úti forduló végállomás     | 21 |       |
| 1  | Bolgár Mihály utca                  | 20 | 8, 20 |
| 2  | Budapest út                         | 19 | 8     |
| 3  | Vilonyai utca                       | 18 |       |
| 4  | Csillag utca                        | 17 |       |
| 6  | Lóczy Lajos utca                    | 16 | 8     |
| 7  | Hérics utca                         | 15 | 8     |
| 8  | Cholnoky forduló                    | 14 | 8     |
| 8  | Cholnoky Spar                       | 13 |       |
| 10 | Ady Endre utca / Cholnoky Jenő utca | 13 |       |
| 11 | Ady Endre utca                      | 12 |       |
| 13 | Diófa utca 2.                       | ∫  |       |
| ∫  | Kabay János utca                    | 11 |       |
| 14 | Hotel                               | 10 | 3, 44 |
| 15 | Színház                             | 8  | 3, 44 |
| 16 | Harmat utca                         | 7  | 3     |
| 17 | Völgyhíd tér                        | 5  | 3     |
| 18 | Pápai út 25.                        | 4  | 3     |
| 19 | Tizenháromváros tér                 | 4  | 3     |
| 20 | Dózsa György tér                    | 2  | 3     |
| 21 | Tüzér utca                          | 1  |       |
| 22 | Papvásár utca                       | 1  |       |
| 23 | Tüzér utcai forduló végállomás      | 0  |       |